# حاتم بن النعمان الباهلي
حاتم بن النعمان الباهلي (ازدهر حوالي 656 - 685) كان نبيلًا قبليًا عربيًا وقائدًا تحت قيادة الوالي الأموي لدمشق والخليفة اللاحق معاوية بن أبي سفيان.

## الحياة
حاتم بن النعمان كان شريفًا من قبيلة باهلة، وهي قبيلة قيسية، في البصرة، إحدى المدن الرئيسة للحامية العربية في العراق. واستقر بعد ذلك في الجزيرة (بلاد ما بين النهرين العليا). خلال الحرب الأهلية الإسلامية الأولى (فتنة مقتل عثمان)، كان من بين الشرفاء الذين طردهم الخليفة علي بن أبي طالب (حكم. 656–661) لفسادهم. وعليه قاتل حاتم إلى جانب معاوية، حاكم سوريا وخصيم علي، في معركة صفين في عام 657. وفي النهاية أسس معاوية الخلافة الأموية في عام 661. خلال فترة حكمه، في عام 665 أو 666، كان حاتم من بين القادة الذين أُرسلوا لحكم أجزاء من خراسان، الحدود الشرقية للخلافة، وفقًا لتاريخ الطبري في القرن التاسع.
خلال الحرب الأهلية الإسلامية الثانية، انشق عن الأمويين، وانضم إلى منافسيهم، الزبيريين، الذين سيطروا على العراق ومعظم الجزيرة الفراتية. في عهد حاكم الموصل الزبيري ابن الأشتر، الذي كان من شيعة علي، وعند اندلاع الحرب الأهلية الإسلامية الثانية مال إلى الزبيريين، خدم حاتم نائبًا لحاكم مدينتي حران والرها في الجزيرة الفراتية.
كان أحفاده، المعروفون باسم بني حاتم بعده، بمثابة حكام للجزيرة والولايات التابعة لها في إمارة أرمينية وأذربيجان في عهد الأمويين، وكانوا مشاركين نشطين في الصراع القيسي اليمني، منافسيهم على السلطة والنفوذ في الخلافة الأموية.

## فهرس
- Crone، Patricia (1980). Slaves on Horses: The Evolution of the Islamic Polity. Cambridge: Cambridge University Press. ISBN:0-521-52940-9.

- Morony، Michael G.، المحرر (1996). The History of al-Ṭabarī, Volume 18: Between Civil Wars: The Caliphate of Muʿāwiyah, 661–680 A.D./A.H. 40–60. SUNY series in Near Eastern studies. ألباني، نيويورك: جامعة ولاية نيويورك للصحافة. ISBN:978-0-87395-933-9. {{استشهاد بكتاب}}: الوسيط |ref=harv غير صالح (مساعدة)